# Juegos Plebeyos
Los Juegos Plebeyos  fueron una festividad religiosa de la Antigua Roma que se celebraba anualmente del 4 al 17 de noviembre. Incluían tanto representaciones teatrales como competiciones atléticas y tenían el propósito de entretener a la plebe de Roma.

## Origen
Cicerón pensaba que los Juegos Plebeyos eran los ludi más antiguos de Roma. Se celebraban anualmente al menos desde el año 220 a. C., año en el que probablemente se convirtieron en un festival público, aunque pudieron ser mucho más antiguos, remontándose a los siglos IV y V a. C. Quizá al principio, hasta que los plebeyos no alcanzaron puestos de mayor importancia en el Estado, no tuvieron una fecha oficial en el calendario. Wiseman sugirió que fueron creados por la plebe para reivindicar su propia identidad, ya que sus actas se asemejaban mucho a las de los Juegos Romanos.